# NPO Bazalt
NPO Bazalt (russe : НПО «Базальт») est une entreprise de fabrication d'armes en Russie qui a repris (ou poursuivi) la production d'armes telles que le RPG-7 après l'effondrement de l'Union soviétique. NPO Bazalt fabrique le RPG-7V2 et le RPG-29. NPO Bazalt fait partie de la société d'État Rostec.

## Histoire
Bazalt a été fondée en 1916. Au cours de son histoire, l'entreprise a créé plus 700 modèles de munitions à usage militaire de tous calibres.
Bazalt est l'un des principaux concepteurs et développeurs de nombreuses variantes de bombes aériennes, de complexes de lance-grenades marins, antichars, anti-saboteurs, d'obus de mortier, de nombreuses variantes de calibres et d'autres types de munitions. Le produit le plus célèbre de la société est le RPG-7, développé à la toute fin des années 1950 et utilisé par les armées de plus de 40 pays, dont plus d'un million ont été construits par la société ou sous licence en 2004.
Les munitions développées par Bazalt sont utilisées par les forces armées de plus de 80 pays dans le monde. Les licences de production de 61 types de munitions ont été transférées à 11 pays du monde.
Depuis décembre 2012, Bazalt est une filiale de Techmash une société à l'intérieur de Rostec.

## Production
- RPG-7
- RPG-16
- RPG-18
- RPG-22
- RPG-26
- RPG-27
- RPG-28
- RPG-29
- RPG-30
- RPG-32
- PG-7VR
- PBK-500U Drel : Bombe planante à fragmentation [3].

## Sanctions des États-Unis
À la suite de l'annexion de la Crimée et la montée des tensions entre les États-Unis et la Russie l'administration Obama a imposé le 16 juillet 2014 des sanctions à NPO Bazalt par l'intermédiaire de l'Office of Foreign Assets Control (OFAC) du département du Trésor des États-Unis en ajoutant NPO Bazalt et d'autres entités à la liste des ressortissants spécialement désignés (liste noir du département du trésor),.